# Catedral vieja de Cuenca (Ecuador)
La Iglesia del Sagrario - comúnmente conocida como la Catedral Vieja de Cuenca fue un templo cuya construcción empezó a mediados del siglo XVI, y se lo consideraba como el principal lugar de culto español durante la época de la colonización española en Cuenca (Ecuador). Hoy en día funciona como el Museo de Arte Religioso, conocido por su gran variedad de altares e historia que ofrece. El mismo está situado en el centro de la ciudad de Cuenca , y de uno de los museos más emblemáticos de la misma, el cual se sitúa en el Parque Calderón, frente a la Catedral Nueva.
Forma parte del centro Histórico el mismo que fue nombrado Patrimonio de la Humanidad por la Unesco en el año 1999, por lo que es uno de los lugares más emblemáticos de Cuenca al ser la única iglesia que cuenta con un órgano de fuelles, el cual se encuentra ubicado en el interior  en la parte posterior de la edificación este era utilizado como acompañamiento musical a los coros sin embargo ahora se encuentra fuera de servicio.

## Historia
La construcción de la Iglesia se inició en 1557 y la construcción terminó diez años más tarde, utilizando piedras para los cimientos y las paredes de las ruinas de Tomebamba. 
Durante el período colonial la iglesia fue el principal centro de culto para la "Parroquia de los españoles" ; fue reservado para la gente de España, mientras que los indígenas tuvieron que quedarse afuera o culto en otros lugares. El órgano fue introducido en 1739, y el reloj se encuentra en la torre en 1751. En 1787 el obispado se estableció en Cuenca, y la iglesia se convirtió en una catedral. La nueva torre erigida en 1868 lleva una placa conmemorativa: Torre Más célebre Que Las Pirámides de Egipto ("torre más famosa que las pirámides de Egipto") en referencia a la utilización de la antigua torre como punto de referencia clave para la Misión Geodésica Francesa en 1736, que determinó el arco de meridiano. En 1880 la construcción de la Catedral Nueva se inició. Con la consagración de la Catedral Nueva, la Catedral Vieja dejó de ser utilizado para los servicios regulares. Después de una importante renovación que comenzó en 1999, la Catedral Vieja sirve hoy como el "Museo de Arte Religioso" y un lugar para conciertos y eventos culturales. Entre otros, muestra esculturas de Miguel Vélez y Gaspar Sangurima y pinturas de Daniel Alvarado y Nicólas Henríquez.

## Historia Arquitectónica de la Iglesia Matriz del Sagrario

### Antes de su construcción: La Calle de Santa Ana
Al fundarse la ciudad de Cuenca en 1557, el capitán Gil Ramírez Dávalos, conformó la traza de la ciudad, asignando para la Iglesia mayor una cuadra de cuatro solares, en la parte de levante de la plaza central. Esta cuadra estaba atravesada por una calle que se denominó Santa Ana, por pasar junto a la Iglesia Mayor, consagrada a Santa Ana, primera patrona de la ciudad
En un principio, esta calle era inexistente, siendo en realidad una acequia de agua que unía los barrios de San Blas y San Sebastián, icónicos de la ciudad. En épocas de lluvia, la conocida Calle de Santa Ana, provocaba la inundación de terrenos cercanos, por lo que en el año de 1566, la misma fue sometida a un cambio de curso para evitar mayores inconvenientes. En el siglo XVIII, la calle pasó a ser llamada coloquialmente "Callejón de la Soledad".

### La Iglesia Provisional y la Iglesia Mayor
Existen documentos arqueológicos que demuestran que para 1566 existía una pequeña iglesia provisional, (también denominada ermita), para llevar a cabo celebraciones eclesiásticas, aun cuando no se empezaba la construcción oficial de la Iglesia Mayor. Esta Iglesia Provisional contaba con una puerta principal, que estaba dirigida hacia la hoy conocida Calle de Santa Ana. Gracias a los esfuerzos de Diego de Solís por obtener los requisitos para la construcción de la Iglesia Mayor en la Real Audiencia de Quito, se levantaron paredes alrededor de la ermita, las cuales eran de adobe. Sirviendo de esta manera,  como coro del Nuevo Templo. Para el siguiente año, la construcción de la Iglesia se había paralizado, debido a que los responsables de la misma (cabildos), retornaban a sus haciendas para dirigir sus cosechas.
En 1569, Juan de Bermeo fue elegido como mayordomo de la Iglesia, quien en su período de mando, presenció la construcción y terminación de esta. Francisco de San Miguel fue el responsable de dicho diseño y supervisión, conjuntamente a Diego Alonso Márquez se le fue asignado la construcción de un cerramiento de ladrillo, para evitar daños por inundaciones.

### Primera modificación de la Iglesia Mayor (1617)
Las primeras modificaciones a la iglesia por orden del párroco y mayordomo Pbro. Melchor Rojas fue el subirle siete pies a las paredes, luego el albañil Pedro Inga procedió con las demás demás modificaciones de la capilla mayor aplicando en sus cimientos mezclas de cal. Como costumbre del siglo XVI la iglesia vendía tumbas a los ciudadanos por un precio de 25 o 30 pesos o también se podía ser dueño de una de estas tumbas a través de servicios prestados a la iglesia y fue gracias a estas acciones que posteriormente se pudo conocer el trazado y mediciones de la construcción de aquel entonces. Cabe recalcar que solamente los sectores acomodados de la sociedad cuencana tenían acceso a estas sepulturas, su rango de importancia se podía observar según el lugar de sepulcro siendo el ayacorral cuyo significado era cercado de los muertos la zona más popular.

### Las rentas de la fábrica de la Iglesia Matriz
La iglesia recibía ingresos producto de las limosnas y los derechos de sepultura ya sea en los ayacorrales o en las distintas naves de la iglesia, estos ingresos eran bastante buenos a tal punto que tan solo las limosnas de los lunes iban destinadas a un fondo para la construcción de la iglesia mayor, todos estos valores eran considerables tomando en cuenta que desde el año de 1738 a 1746 fueron 1,008 personas las que se sepultaron dentro de la iglesia llegando a recaudar así 5.327 pesos y 7 reales según afirman los registros realizados por la iglesia en el libro "Primer libro de fábrica de la iglesia Matriz del Sagrario".

Con lo que respecta al cuidado y administración de los bienes de la iglesia era un mayordomo denominado de fábrica quien se encontraba a cargo y el tener este nombramiento era un honor, puesto que demandaba de mucha ética y responsabilidad tal y como lo demostró Juan de San Juan de Bermeo en sus 20 años de servicio sin embargo hubo otros que aprovecharon que lucran para sí mismos como fue en el caso del obispo quiteño Juan Gómez de Frías en el año de 1727. 

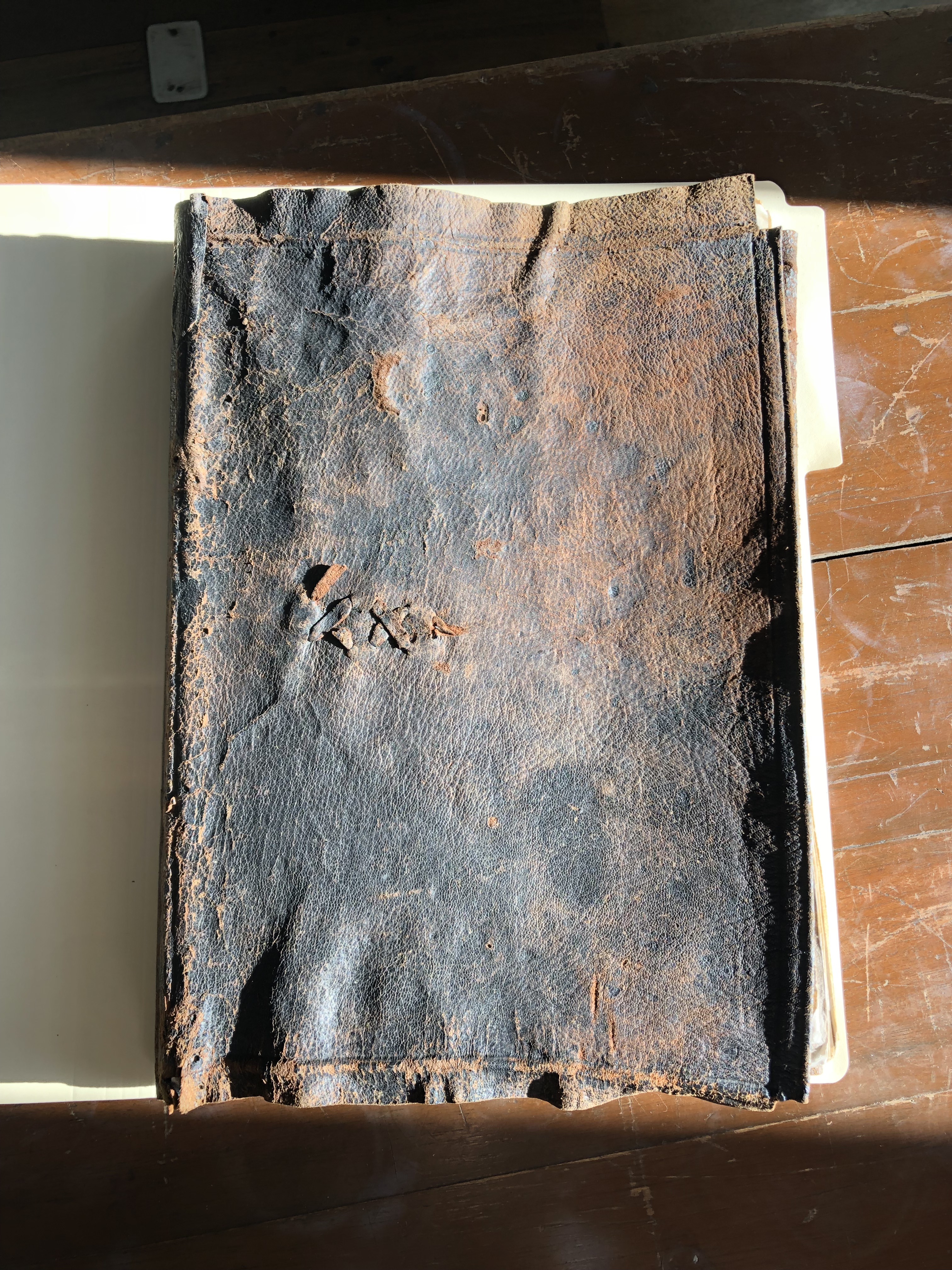
Primer libro de fábrica de la Iglesia Matriz del Sagrario

### Capilla del Santísimo

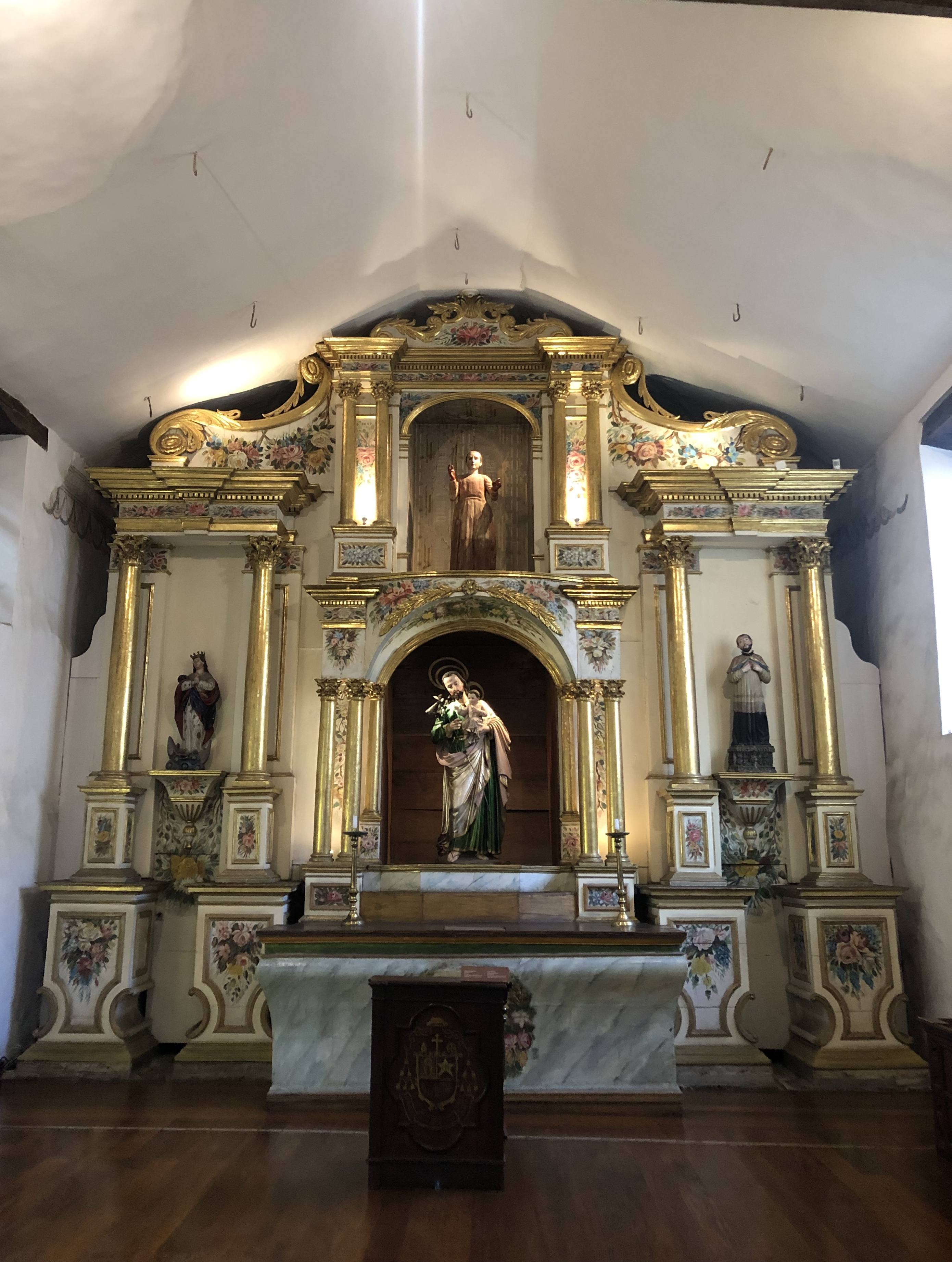
Altar dedicado a San José, dentro de una de las capillas laterales

Junto con la Iglesia Mayor, comenzó la construcción de una capilla adosada al oeste del edificio principal. En el siglo XVI, se encuentra uno de los datos más antiguos sobre la historia de un altar dedicado a San Pedro que decora este espacio. En el siglo XVII, Juan de Neira adquirió un sepulcro, que correspondería a la cripta que se ubica debajo de esta capilla.
La capilla fue terminada de construirse en el año 1573, bajo el patrocinio de la familia del primer Teniente de Gobernador, capitán Juan de Narváez. Con el paso del tiempo, fue adjudicada a Ruy López hasta 1649, después sería conocida como capilla de San Pedro. Para el siglo XIX, la capilla empezaría a ser utilizada para la veneración del Santísimo.

### El Obispo Carrión y Marfil y sus aspiraciones con el futuro de la iglesia
Se empezaron a realizar refacciones de la iglesia, una vez esta fue terminada. Entre las primeras, se dio en el siglo XVII, cuyo objetivo ya era modificar y acondicionar la Iglesia Mayor, con el objetivo de que esta se convierta en la Catedral de Cuenca. Es por eso que en 27 de abril de 1786, la Real Audiencia de Quito permitió estos cambios, también se aprobó con esto el siguiente año, que se otorgaran 4900 pesos de la real caja, para que se pueda terminar con las refacciones de la iglesia, y de realizar los respectivos reparos de la antigua iglesia matriz. Lamentablemente, el obispo electo de esa década José Carrión no permitió que se llevaran a cabo dichas refacciones, por lo que a su parecer, era desperdiciar el dinero otorgado por el Gobierno. En su lugar, Carrión junto al Obispo Marfil, apoyaron la idea, y ordenaron el construir la Iglesia Catedral de la Ciudad de Cuenca, para así evitar que se gastara dinero en las refacciones de la vieja iglesia. El objetivo era de construir una nueva catedral que imite la Catedral de la Málaga, pues ellos poseían sus planos para hacer dichos movimientos.
Sin embargo, la Audiencia en estos momentos no les daría la oportunidad de realizar tan grandes cambios dentro de los planes ya expuestos, puesto que la realidad de los medios que disponían en ese entonces los cuencanos no eran los óptimos para costear una catedral. A pesar de que la Audiencia fue realmente específica en el sentido de no construir una nueva catedral, Carrión y Marfil se negaron completamente a seguir sus instrucciones de refaccionar la Iglesia Mayor, y continuaron con sus deseos  para construir un nuevo templo. En este entonces decidieron tomar poder de la Iglesia de la Compañía, de los jesuitas expulsados su catedral provisional. La posición que los obispos tomaron no duró por mucho tiempo, puesto que los prebendados que fueron apoyados por los sagrados decretos exigieron principalmente al obispo Carrión que se respetara la orden de la Real Audiencia de Quito en el año de 1785 que les garantiza el uso de todas sus facultades y derechos para elegir y opinar.

### Las refacciones de Vicente Durango y Josef  de Herze (1783-1791)
Para la época la ciudad de Cuenca había prosperado económicamente de una manera significativa producto de la actividad artesanal, agrícola y ganadera así conjuntamente los ingresos de la iglesia también aumentaron permitiéndole a esta ser tomada en cuenta tanto religiosa como políticamente por la Real Audiencia  de Quito para el ascenso de una gobernación y un obispado.
Con el creciente prestigio de la ciudad venían consigo también responsabilidades de refeccionar la descuidada ciudad y sobre todo la iglesia que tampoco se  encontraba estéticamente en buen estado, razón por la cual el gobernador José Antonio de Vallejo designó como mayordomo a Josef Herze el cual también era contador de la Real Caja de Cuenca siendo estos dos los  personajes tildados de lucrar para sí mismos con los bienes de la iglesia y la búsqueda de su propio honor. Josef Herze inició su cargo realizando fiscalizaciones y controles burocráticos a pesar de estas "buenas intenciones" los escritos en el libro de registros afirman que no se hicieron avances en el mantenimiento de la iglesia notándose sus paredes verdes llenas de monte.

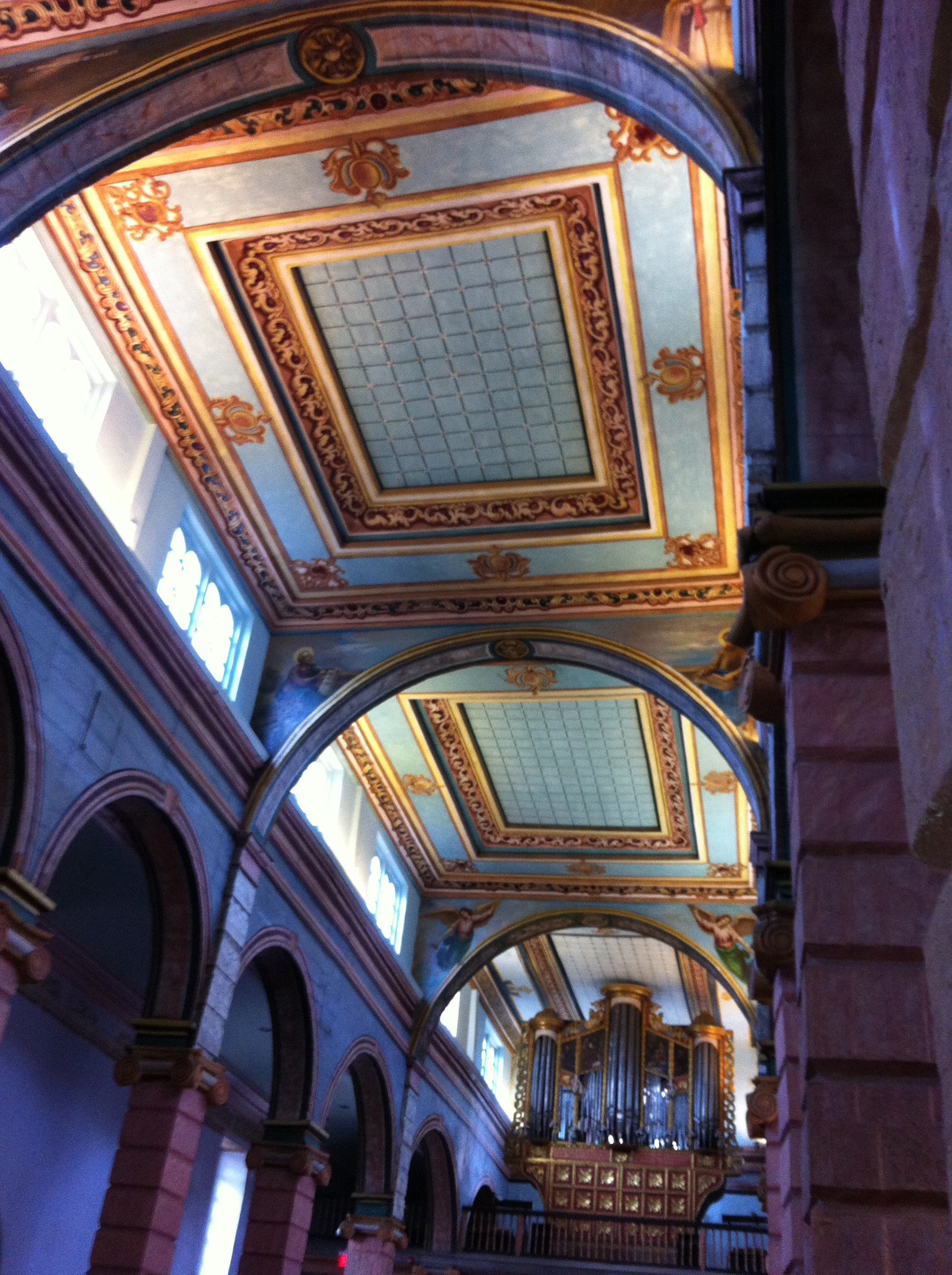
Techo de la Catedral Vieja; el órgano en el coro está por encima de la entrada principal.

### La torre nueva de la Catedral
Para 1864, Miguel Agustín Tenisañay refacciona por última ocasión el campanario viejo de la catedral. La catedral en estos momentos  la torre de la catedral era bastante sencilla, y ameritaba que se realice una torre mejor construida. Es por eso que se iniciaron con estas obras  alrededor del año de 1865, donde el cabildo tomó el control de la obra. Para el siguiente año, la construcción de la nueva torre empezó a hacerse realidad.
En 1901, se formó un nuevo corredor sobre basas de piedras que fue posteriormente cubierto por un techo de madera y 2000 carrizos Para 1911, se tomó la decisión de construir un nuevo edificio, que sería conocido como la "casita oriental de la catedral", la cual contaba con habitaciones y pasadizos el cual se comunicaba con la Iglesia Mayor gracias a una puerta de hojas dobles.

### La casa de los canónigos
Para 1889, los canónigos, quienes habitaban la casa adquirida a Joaquín Crespo Carrión, decidieron construir una nueva casa. Con esto, se propuso la siguiente modificación de la Iglesia Catedral, por lo que para el mismo año, se empezó a  derribar la antigua casa capitular.
La construcción de la nueva casa tomó varios años, y para 1891 se retomó el trabajo con normalidad. Para este entonces, se planificó la construcción del nuevo edificio, con una tribuna de piedra. La obra fue terminada por mediados del mismo año. Para 1893, se colocarían 125 piezas en los pretiles de la casa capitular y en la Iglesia Mayor. Esto también dio una conclusión al adecuamiento de la portada principal de la catedral.

### La ampliación del Presbiterio (1824-1883)
Para los años 1823-1824 se llevaron a cabo una serie de adecuaciones para que estas cumplieran con las altas expectativas ministeriales. sin embargo una época poco favorable para el clero cuencano se aproximó producto de las guerras independentistas las mismas que causaron una disminución de las recaudaciones decimales y los cobros por deudas, pasaron estas contiendas y en 1870 se procedió con la sustitución del antiguo enladrillado del piso por madera en el altar mayor y el presbiterio. A la inversa sucedió con el piso de las naves, estas fueron cambiadas de madera a ladrillos hexagonales.
Con lo que respecta al presbiterio fue por percepción del obispo Josef Carrión y Marfil que se llevó a cabo una ampliación de este en el año de 1824 sin embargo según los documentos que se tienen de la iglesia refutan este hecho y afirman que las obras planeadas para este empiezan en 1817, las constantes restauraciones continuaron pararon en 1846 cuando un terremoto golpeó a la ciudad, viéndose muy afectada la iglesia en 1882 empezaron las restauraciones producto de esta catástrofe. En junio del mismo año bajo la dirección del señor Grebiller se construyeron las claraboyas de la sacristía alta la cuales posteriormente fueron perfeccionadas con la decoración de Anastassio Vivar que utilizando 3 rollos para empapelar paredes forró la sacristía y sobre los rollos blancos pintó unas rosas.
Y fue finalmente para el año de 1885 que se inició con la contabilidad de la catedral nueva, lo cual significó que las obras y restauraciones de la catedral vieja habían finalizado y era hora de crear una infraestructura digna para sus creyentes y santos, una digna de ser llamada "catedral".

### Monseñor Óscar Arnulfo Romero

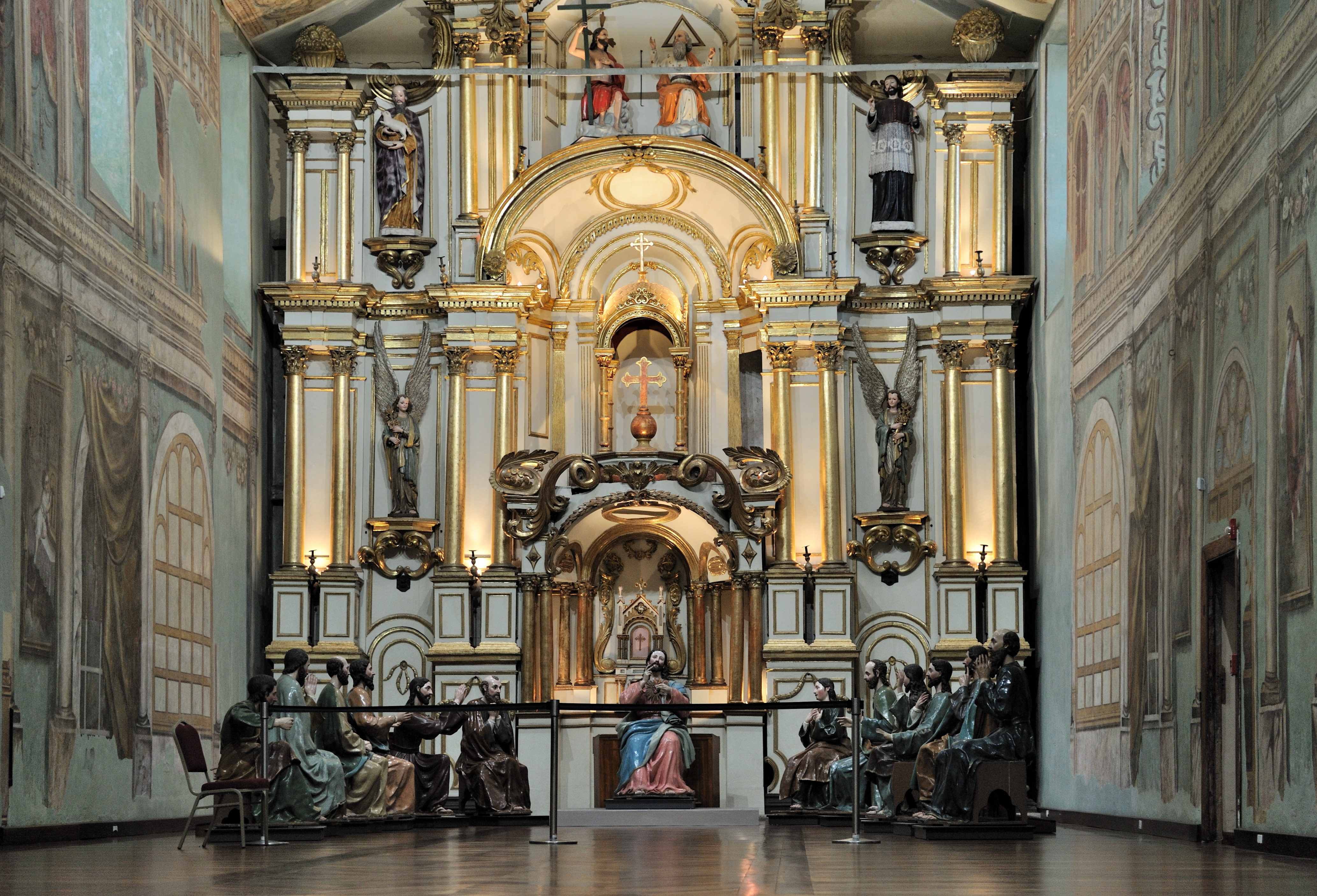
Altar mayor

El monseñor Óscar Arnulfo Romero,  conocido en vida como "Arzobispo de San Salvador", y muy conocido por la sociedad cuencana, sería honorado dentro de tan prestigiosa capilla en marzo del 2018. Tras su asesinato el 24 de marzo de 1980, mientras se encontraba en la celebración de una misa en una capilla, sería convertido en un mártir de la fe católica y seguidamente se anunció su canonización.
Su imagen conmemorativa fue homenajeada y bendecida dentro de la Catedral Vieja de Cuenca el 29 de marzo de 2018, lo que constituye una de los eventos más importantes que se han realizado dentro de dicha iglesia. Además de que se celebraron y realizaron numerosos ritos como el "lavatorio de los pies", en acción de seguir con la tradición católica.

## Descripción
El Altar Mayor, con el grupo escultórico que representa a Cristo y sus discípulos. La iglesia tiene una estructura típica de una basílica colonial, con tres naves. Hay un altar central, mientras que el órgano está situado sobre la entrada. Las paredes están decoradas con colores pastel. Se muestra también es un conjunto de tamaño natural tallado figuras que representan a Jesús y los apóstoles en la Última Cena. Aunque la catedral ha sufrido una serie de reformas, que ha mantenido su carácter original.